# La Naissance de Vénus (Gervex)
Pour les articles homonymes, voir La Naissance de Vénus.
La Naissance de Vénus est un tableau peint en 1907 par Henri Gervex et exposé au musée du Petit Palais à Paris.

## Historique
Cette œuvre de Gervex a été décrite, lors de son acquisition par la Ville de Paris, comme « une de ses œuvres les plus belles et les plus complètes, l’une de celles où s’est le mieux affirmé son talent vigoureux et original de dessinateur et de coloriste ».